# Tunnel du Mont de Billy
Le tunnel du Mont de Billy ou voûte du Mont de Billy est un tunnel-canal creusé en 1840-1856 pour y faire passer le canal de l'Aisne à la Marne sous le mont Billy dans le département français de la Marne et l’ancienne région Champagne-Ardenne.

## Histoire
La construction du tunnel (ou voûte) s'est étalée de 1840 à 1856. 
Alors que le tunnel du Mont de Billy est opérationnel depuis 1856, le canal ne fut ouvert à la navigation que dix ans plus tard en 1866. Sa réalisation connut de nombreuses difficultés liées au sous-sol. Les pertes par fuites dans le sol calcaire vont obliger à maçonner la majeure partie du trajet du canal entre 1857 et 1861.
Pendant la Première Guerre mondiale, le tunnel servit d'abri à des pièces d'artillerie placées sur bateaux ou à des canonnières fluviales.

## Caractéristique du tunnel du Mont de Billy
Les caractéristiques  du profil en travers du Mont de Billy figurent sur le schéma ci-dessous :

Le tunnel a une longueur de 2302 m.

## Moyen de traction des péniches à l’intérieur du tunnel
À compter de 1885, la voûte du Mont-de-Billy était équipée d’un système de touage constitué d’un câble sans fin accroché à hauteur d’homme sur la paroi. Ce câble était actionné par des machines à vapeur situées à l’extérieur. Ce système était l'invention de Maurice Lévy, ingénieur parisien.
Puis à partir de 1933, des tracteurs électriques type E1601 de la Compagnie Générale de Traction sur les Voies Navigables CGTVN sont utilisés pour traverser le tunnel du Mont de Billy.
Ceux-ci utilisaient l'énergie électrique produite par l'usine, des groupes turboalternateurs ayant été installés. Leur alimentation étant assurée par des câbles électriques aériens, dans le style des caténaires.
Le tunnel du Mont-de-Billy avait un régime spécial en raison du fait que même les  (auto)moteurs devaient, à défaut d'évacuation des fumées, obligatoirement utiliser les services de la traction mécanique. Le service était particulier à ce site et un groupe de tracteurs plus puissants (le passage était organisé par rames tirées par un seul tracteur si c'était la grosse Applevage, quelquefois en double traction avec les Applevage II) y étaient affectés.